# Győrsövényház
Győrsövényház is een plaats (község) en gemeente in het Hongaarse comitaat Győr-Moson-Sopron. Győrsövényház telt 802 inwoners (2001).